# Haylie Duff
Haylie Katherine Duff (ur. 19 lutego 1985 w Houston w stanie Teksas) – amerykańska aktorka i piosenkarka pop.
Wystąpiła w kilku odcinkach serialu Lizzie McGuire, w którym główną postać grała jej siostra. Wystąpiła także w innym serialu Disney That’s So Raven oraz w serialach Joan z Arkadii, American Dreams, Boston Public i Szpital Dobrej Nadziei. Grała także w niezależnej produkcji Napoleon Dynamite. W 2005 roku Duff dołączyła do obsady serialu Siódme Niebo, wcielając się w postać Sandy Jameson.

## Filmografia
- 1994–2000 Szpital Dobrej Nadziei (Chicago Hope) jako Jenny (gościnnie)
- 1996–2007 Siódme niebo (7th Heaven) jako Sandy
- 1997 Prawdziwe kobiety (True Women) jako Elle
- 1997 Nadzieja (Hope) jako Martha Jean Pruit
- 1998 Rodzina Addamsów: Spotkanie po latach (Addams Family Reunion) jako Gina Adams
- 1999–2002 Szał na Amandę (The Amanda Show) jako dziewczyna w tłumie (gościnnie)
- 1999–2005 Brygada ratunkowa (Third Watch) jako Młoda Fai (gościnnie)
- 2000 Dreams in the Attic jako Jessica
- 2000–2004 Boston Public jako Sylvia (gościnnie)
- 2001 The Newman Shower jako Wendy
- 2001–2004 Lizzie McGuire jako Kuzynka Amy (gościnnie)
- 2001–2006 One on One jako Mandy (gościnnie)
- 2002–2005 American Dreams jako Shangri-Las (gościnnie)
- 2003 I Love Your Work jako dziewczyna Frat Brata
- 2003–2005 Joan z Arkadii (Joan of Arcadia) jako Stevie Marx (gościnnie)
- 2003–2007 Świat Raven (That’s So Raven) jako Katina (gościnnie)
- 2004 Gdzie jest święty Mikołaj (In Search of Santa) jako Lucinda (głos)
- 2004 Napoleon Wybuchowiec (Napoleon Dynamite) jako Summer Wheatly
- 2004–2005 Świat według Dzikich (Complete Savages) jako Jessica (gościnnie)
- 2005 The After Killer jako Kendal Richards
- 2005 Dishdogz jako Cassidy
- 2005 the House (II) jako
- 2006 I Remember jako Jenni Ryan
- 2006 Dziedziczki (Material Girls) jako Ava Marchetta
- 2006 Letnia akademia (Surf School) jako Riley
- 2007 My Sexiest Year jako Debbie
- 2007 Nightmare jako Molly
- 2008 Backwoods jako Lee
- 2008 Impreza z trupem w szafie (Legacy) jako Lana Stevens
- 2009 Foodfight! jako Sweet Cakes (głos)
- 2009 Love Takes Wing jako Annie Nelson
- 2009 Love Finds a Home jako Annie Nelson
- 2009 My Nanny's Secret jako Claudia
- 2009 Deep Cove jako Jenna
- 2009 The I Scream Man jako Lynda Stichin
- 2009 Super Capers jako Felicia Freeze
- 2009 Doesn't Texas Ever End jako Mercedez
- 2010 Tug jako Kim
- 2010 Slightly Single in L.A. jako Jill
- 2010 Video Girl jako Khloe
- 2011 Barely Legal jako Georgia

## Dyskografia
Haylie napisała wiele piosenek na albumy swojej siostry Metamorphosis (2003) i Hilary Duff (2004). Haylie wraz z siostrą nagrała wiele singli na soundtracki różnych filmów.
Soundtracki
- 2003 Girl In The Band (The Lizzie McGuire Movie)
- 2004 Sweetest Pain (Raising Helen)
- 2004 A Whatever Life (Stuck In The Suburbs)
- 2004 One In This World (A Cinderella Story)
- 2004 Our Lips Are Sealed wraz z Hilary Duff (A Cinderella Story)
- 2005 Babysitting Is A Bum Deal wraz ze Stewie Griffin (Family Guy: Live in Vegas)
- 2006 Material Girl wraz z Hilary Duff (Material Girls)

Pozostałe
- Same Old Christmas wraz z Hilary Duff
- The Siamese Cat Song wraz z Hilary Duff
- The Siamese Cat Song [Cat-Scratch Remix] wraz z Hilary Duff

## Nagrody i nominacje
- 1998 Best Performance in a TV Movie/Pilot/Mini-Series or Series; pierwsze miejsce w kategorii Najlepsza aktorka w serialu (Supporting Young Actress film: Addams Family Reunion)
- 1999 20th Annual Young Artist Awards
- 2004 Radio Disney Music Awards; pierwsze miejsce w kategorii Most Rockin’ Relatives wraz z siostrą Hilary Duff
- 2005 The Young Hot Hollywood Style Awards; pierwsze miejsce w kategorii Best Sister Style (Najbardziej stylowe siostry) wraz z siostrą, Hilary Duff